# Fontainebleau (kaas)
De Fontainebleau is een Franse kaas, genoemd naar de plaats waar deze uitgevonden is in de Île-de-France
De Fontainebleau is een verse kaas, het is een mengsel van verse, niet gezouten wrongel met geslagen room. De kaas wordt verpakt in kartonnen dozen met neteldoek verkocht.
Een dergelijke verse kaas (Frans: fromage frais) wordt met name gebruikt voor het koken en voor het bereiden van nagerechten.